# Cosmogony (COS 43)
Cosmogony (COS 43) és un quadre del pintor francés Yves Klein de l'any 1960. L'obra és de pigment blau i resina sintètica sobre paper muntat sobre un panell de 75 x 108 cm.
L'obra forma part de la sèrie Anthropométries. Està feta per tres models nues que, sota la seua direcció i davant d'un públic al voltant de cent persones i una orquestra de nou músics que tocava la peça monòtona composta per l'artista, engrutaven el seu cos de pigment IKB per després imprimir-ho mitjançant contacte en llenços i fulles de grans dimensions disposats en una paret i el terra. La tasca de l'artista quedava com a la d'un director d'escena. Cosmogony (COS 43) resulta de la unió de dos procediments per contacte: l'antropometria i les polvoritzacions de pigment blau sobre elements vegetals, de les quals resulta una mena de negatiu. És un exemple de la concepció de Klein sobre el suport, on el llenç o el paper no és sinó la placa sensible que rep allò que ha estat exposat. D'aquesta forma, mitjançant l'exposició i la impressió l'artista crea una pintura “primera” a partir d'intencions pictòriques i que dona lloc a un espai ple de “sensibilitat pictòrica”, però on no hi ha pinzellada. El nom de la tècnica que utilitza és la dels pinzells vius.
L'obra compra amb un mètode pictòric completament contrari en fins, procés i principis estètics a l'art informal i a la pintura dominant en aquell moment. La proposta va comportar des de la provocació i la publicitat a parts iguals, i evidenciava un canvi de prototip referit a l'obra d'art i la seua recepció. Aquest es convertiria en un dels valors de l'art contemporani: el caràcter social i l'espectacularització.
L'obra forma part de la col·lecció de l'Institut Valencià d'Art Modern.